# Alexandre Feulard
Louis Alexandre Feulard, ne le 22 février 1813 à Paris et mort le 27 janvier 1886 au Havre, est un peintre et photographe français.

## Biographie
Alexandre Feulard est le fils du peintre Jean Pierre Feulard, portraitiste et miniaturiste qui, après avoir exercé à Paris, s'installe au Havre en 1831. Son fils suit des études artistiques à l'École nationale supérieure des beaux-arts Paris où il est l'élève d’Antoine-Jean Gros et de Frédéric Millet. Il exerce ensuite au Palais-Royal, reprenant la boutique de son père, comme miniaturiste. En 1849, il rejoint son père au Havre. Il expose, avec son père, des miniatures au Salon de 1876.
Amené à la photographie par son habileté de miniaturiste à retoucher des clichés, il s'associe ensuite en 1857 avec un photographe havrais pour opérer comme photographe et peintre en miniatures dans un atelier situé sur la jetée nord. En 1875, Feulard ouvre son atelier personnel au no 6, rue de Toul où il est à la fois professeur de dessin, artiste peintre et photographe, association assez fréquente au XIXe siècle.
Alexandre Feulard s'était impliqué dans la vie havraise, devenu membre de la loge maçonnique havraise L'Aménité en 1854 et de la Société havraise d'études diverses en 1875. Il décède en 1886 à 73 ans, il n'avait pas cessé de mener ses deux activités de peintre et photographe, exposant chaque année au Salon des beaux-arts du Havre et reconnu comme un artiste renommé ainsi que le mentionne la notice nécrologique publiée dans le journal Le Havre.

## Peintre

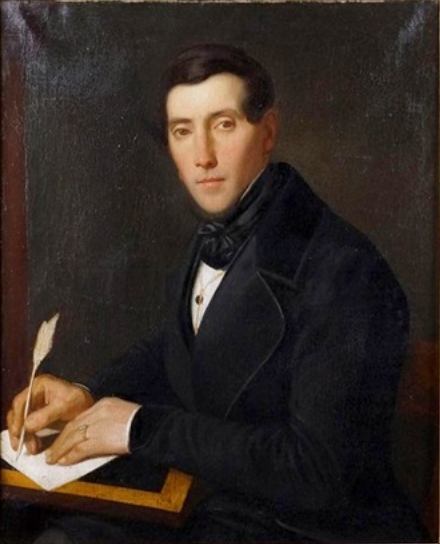
Portrait d’Édouard Bidault, 1846.
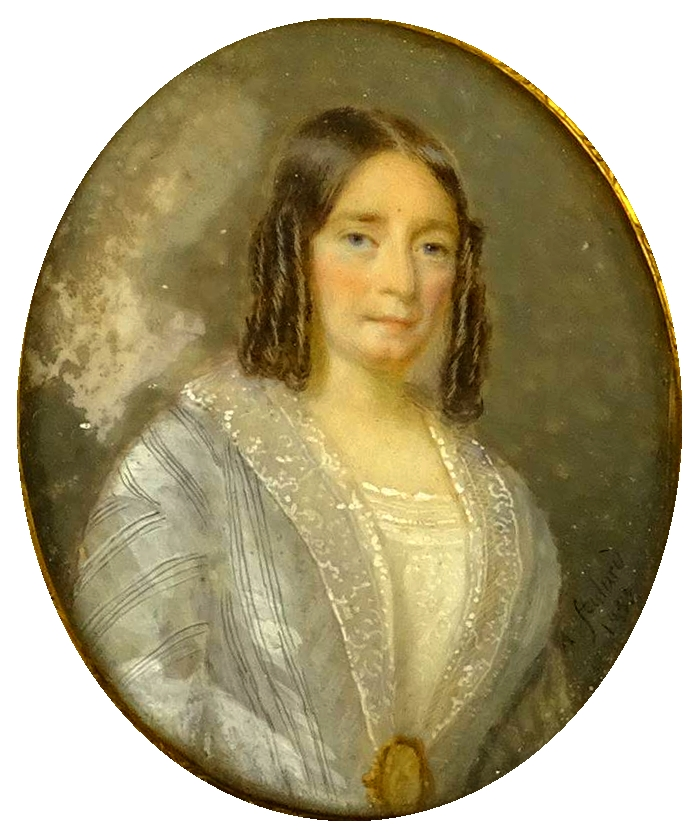
Miniature sur ivoire, 1852.
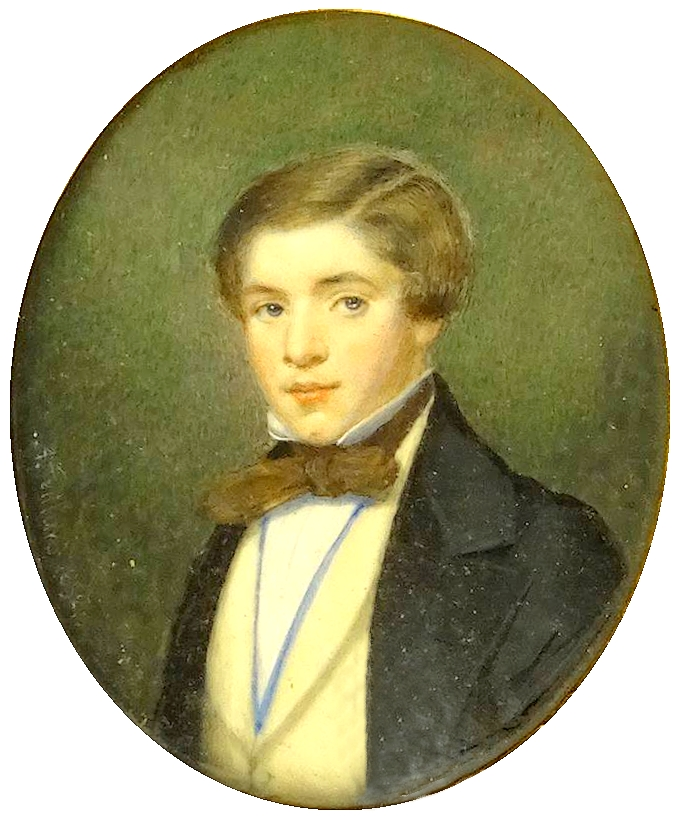
Miniature sur ivoire, 1852.

## Photographe

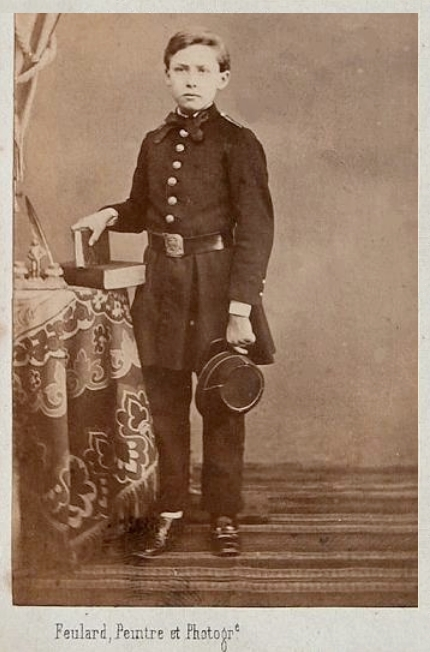
Portrait carte-de-visite, lycéen, vers 1860.
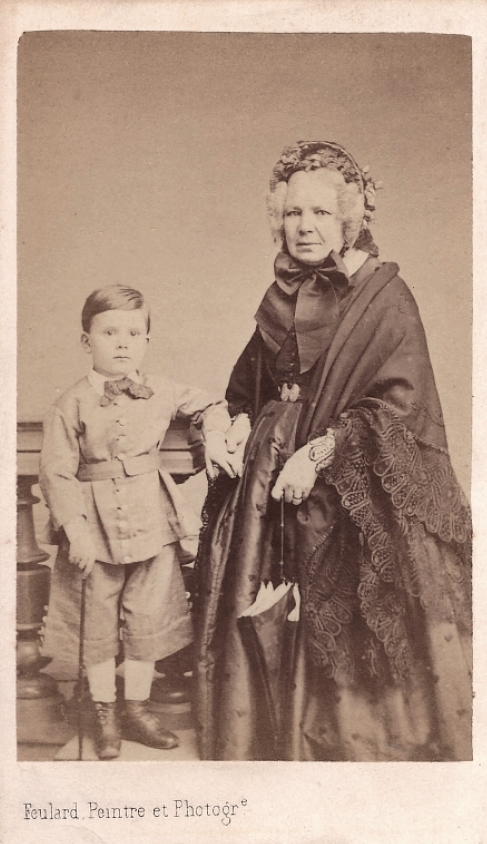
Portrait carte-de-visite, grand-mère et enfant, vers 1860.
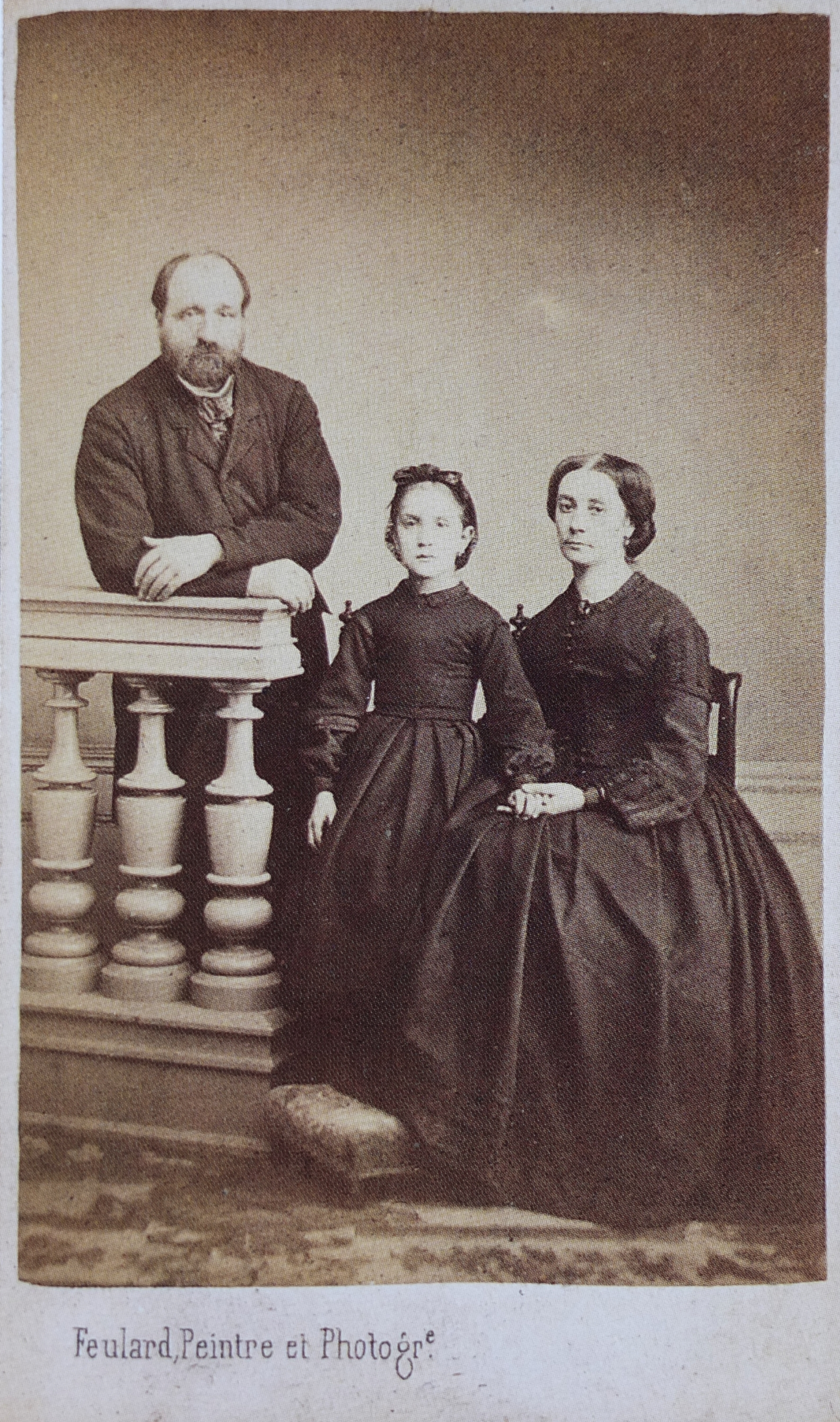
Portrait carte-de-visite, famille du second empire, vers 1860.